# Tauernkraftwerk
Tauernkraftwerk, auch als Zentralisationsprojekt bezeichnet, ist ein von der Berliner Allgemeinen Elektricitäts-Gesellschaft (AEG) in den Jahren 1926 bis 1928 entwickeltes Wasserkraftwerks-Projekt für die Hohen Tauern in Österreich.
Mit der Hilfe von Hangkanälen sollten sämtliche abfließende Wässer der Hohen Tauern auf einer Höhe von 2.000 m Seehöhe gefasst und zentral in zwei Speicher im Kapruner Tal abgeleitet werden. Stärkster Befürworter dieses Konzeptes war der damalige Salzburger Landeshauptmann Franz Rehrl (1890–1947). Er sah im Tauernwerk die Möglichkeit, Arbeitsplätze und damit ein neues Selbstbewusstsein für sein Bundesland zu schaffen. Im Jahre 1928 wurde von der Württembergischen Elektrizitätsgesellschaft (WEAG) das „Venediger-Projekt“ eingereicht, das zum „Zentralisationsprojekt“ der AEG in Konkurrenz trat. Auch die Österreichische Kraftwerke AG (ÖKA) legte mit dem „ÖKA-Tauernprojekt“ eine alternative Variante vor. Um die von Fachleuten, darunter auch von Hermann Grengg (1891–1978), kritisierte Maßlosigkeit und Unrealisierbarkeit des Zentralisationsprojektes zu widerlegen, wurde von Ingenieuren der AEG 1929 ein Probehangkanal zwischen dem Wielingerbach und dem Mooserboden im Kapruner Tal angelegt. Er war durch seine offene Bauweise nicht für die in dieser Hochgebirgslage herrschenden extremen Witterungsbedingungen geeignet, weshalb man den Ingenieuren der AEG mangelnde Sachkenntnis beim Bauen im Gebirge vorwarf.
Durch die Weltwirtschaftskrise zu Beginn der 1930er Jahre schien das endgültige Aus für das Tauernkraftwerk besiegelt zu sein. Mit dem Anschluss Österreichs an das Deutsche Reich 1938 begannen auch wieder Überlegungen für die Ausnutzung der Wasserkräfte in den Hohen Tauern. Hermann Göring erfuhr von den Plänen des Tauernkraftwerks und befahl dessen Wiederaufnahme. Hermann Grengg, der mittlerweile zum Leiter der neu gegründeten Alpen-Elektrowerke, einer Tochtergesellschaft der VIAG, aufgestiegen war, stand dem Konzept weiterhin kritisch gegenüber und versuchte, es auf realisierbare Dimensionen zu verkleinern. Unter seiner Leitung entstand ab 1938 das Kraftwerk Kaprun. Der Bau wurde während der nationalsozialistischen Herrschaft mit jüdischen Zwangsarbeitern, die in einem Lager in Kaprun untergebracht waren, begonnen.